# Iuliu Șamșudan
Iuliu G. Șamșudan (n. 7 mai 1945, Bocșa, Sălaj, România – d. 18 decembrie 2010, Șimleu Silvaniei, Sălaj, România) a fost un profesor, politician și astronom din România. A fost președintele filialei din Sălaj al Partidului Social-Democrat Român în perioada în care partidul s-a aflat la guvernare. Șamșudan a fost secretarul general al Prefecturii Sălaj în timpul guvernării Convenției Democrate. Demiterea sa din aprilie 2001 de la conducerea Prefecturii Sălaj a fost însoțită de un scandal și a constituit obiectul unor procese la Curtea Constituțională a României și Înalta Curte de Casație și Justiție (România).. Implicate în seria de procese a fost și Agenția Națională a Funcționarilor Publici A obținut doctoratul în 1986 la Universitatea Babeș-Bolyai din Cluj. și a avut o activitate socială, stiințifică și culturală notabilă.

## Biografie
S-a născut 7 mai 1945 într-o famile de greco-catolici și a urmat cursurile Facultății de Matematică de la Universitatea Babeș-Bolyai din Cluj. După studiile universitare a devenit profesor la Colegiul Național Simion Bărnuțiu din Șimleu Silvaniei. În 1986 a obținut un doctorat în astronomie la Universitatea Babeș-Bolyai din Cluj, coordonator de doctorat fiind Árpád Pál.
La alegerile pentru Parlament din 1992 și la alegerile pentru Parlament din 1996 a candidat din partea Partidul Social-Democrat Român. După alegerile pentru Parlament din 1996 este numit Secretar General al Prefecturii Sălaj (1997-2001). În calitate de membru al Partidului Social-Democrat Român nu a susținut unirea din iunie 2001 cu Partidul Democrației Sociale din România, al foștilor comuniști. La alegerile locale din 2008 a candidat in calitate de independent pentru funcția de primar al orașului Șimleu Silvaniei.

## Distincții
Pe 12 octombrie 2010, în cadrul deschiderii manifestării Zilele Culturii Sălăjene (prima ediție), la Biblioteca Județeană din Zalău astronomul Iuliu Șamșudan a fost omagiat cu diploma "oameni de seamă ai Sălajului".